# Солоухин, Владимир Алексеевич
Влади́мир Алексе́евич Солоу́хин (14 июня 1924, село Алепино, Владимирский уезд, Владимирская губерния — 4 апреля 1997, Москва) — русский советский писатель и поэт, представитель «деревенской прозы».

## Биография
Родился 14 июня 1924 в селе Алепино Владимирского уезда Владимирской губернии (ныне Собинский район Владимирской области) в крестьянской семье. Отец — Алексей Алексеевич Солоухин, мать — Степанида Ивановна Солоухина (в девичестве Чебурова). Владимир был десятым, последним ребёнком.

Мемориальная доска на здании Механического техникума

В 1942 г. окончил Владимирский механический техникум по специальности механик-инструментальщик (мемориальная доска на здании техникума). Первые стихи были опубликованы во владимирской газете «Призыв».
После службы в РККА (1942— июнь 1946, в охране Кремля), Владимир Солоухин начал всерьёз заниматься литературной деятельностью. В 1951 году окончил Литературный институт имени А. М. Горького. Член КПСС с 1952 года. Был членом редколлегии журнала «Молодая гвардия» (1958—1981), редколлегии, а затем Совета редакции журнала «Наш современник».
На Общемосковском собрании писателей 31 октября 1958 года принял участие в осуждении романа Б. Л. Пастернака «Доктор Живаго». Солоухин отметил о лауреате Нобелевской премии, что Пастернаку следует стать эмигрантом: «Он там ничего не сможет рассказать интересного. И через месяц его выбросят, как съеденное яйцо, как выжатый лимон. И тогда это будет настоящая казнь за предательство, которое он совершил».
В своей публицистике конца 1950-х — начала 1960-х годов писатель высказывался как русский патриот, указывал на необходимость сохранения национальных традиций, размышлял о путях развития русского искусства.
В начале 1960-х заинтересовался русскими иконами, стал поборником бережного отношения и внимания к ним, собирателем и специалистом по истолкованию и технике иконописи. Его публикации на эту тему — «Письма из Русского музея» (1966), «Чёрные доски» (1968) — встретили широкий общественный отклик.
Главная тема творчества Солоухина — русская деревня. Владимир Солоухин является видным представителем «писателей-деревенщиков». В 1975 году в журнале «Москва» была опубликована автобиографическая повесть «Приговор», где главному герою (от лица которого ведётся повествование) ставится онкологический диагноз и проводится хирургическая операция. В наследии писателя особое место занимает автобиографическая проза, в которой автор осмысляет историю России XX века («Последняя ступень», «При свете дня», «Солёное озеро», «Чаша»).

Стихи Солоухина были поначалу традиционными по форме, затем его лирика всё больше приближалась к прозе, он отказывался от рифмы и размера, разделяя стихи посредством синтаксических параллелей и повторений слов и частей предложения. Проза Солоухина по своей ассоциативной структуре и по тому, что действие в ней часто отходит на задний план, напоминает прозу К. Г. Паустовского (о творчестве которого Солоухин отзывался с глубоким пониманием); в этой прозе сочетаются публицистическая документальность и настроенность на природную лирику, исконно-крестьянское, основанное на собственных наблюдениях над жизнью колхозников, и размышлениями на искусствоведческие темы, национально-русское восхищение родиной и её культурными традициями и злободневная критика.

Журнал «Коммунист» в № 2 за 1982 год содержал резкие нападки на писателя, в которых Солоухина обвиняли в «заигрывании с боженькой». Затем кампания против «религиозно-мистических взглядов члена КПСС Солоухина» вылилась в специальное «литературное» постановление ЦК КПСС против писателей-патриотов (июль 1982).
Публичные выступления В. А. Солоухина времён поздней «перестройки» (конец 1980-х годов) проходили, в отличие от официозных речей прошлых лет, уже с позиций идеализации дореволюционной России. В статье «Читая Ленина» Солоухин одним из первых открыто высказал мысль, что необходимо пересмотреть взгляд на фигуру Ленина в истории России. В годы «перестройки» была популярна мысль, что преступления эпохи правления Сталина являются «извращением ленинских принципов», Солоухин же обосновывал противоположный тезис — что они являются закономерным продолжением ленинской политики. Статья «Читая Ленина» вызвала критику даже со стороны соратников Солоухина по антикоммунистическому лагерю. Например, А. Собчак назвал эту статью «грубой подтасовкой» и «недобросовестной, односторонней критикой Ленина»:

Настоящей научной критики ленинских взглядов мы до сих пор не имеем. На смену славословиям приходит подтасовка цитат с целью очернить их автора. Наиболее показательный пример — «Читая Ленина» В. Солоухина. С моей точки зрения, это грубая подтасовка, извинительная, может быть, лишь потому, что известный писатель никогда научной работой не занимался. Открыл тома Ленина, наткнулся на «страшные» места. Человек он эмоциональный… Я тоже читал ленинские тома и мог бы доказать, что цитаты Солоухиным вырваны из контекста. Мы в очередной раз имеем дело с недобросовестной, односторонней критикой Ленина.

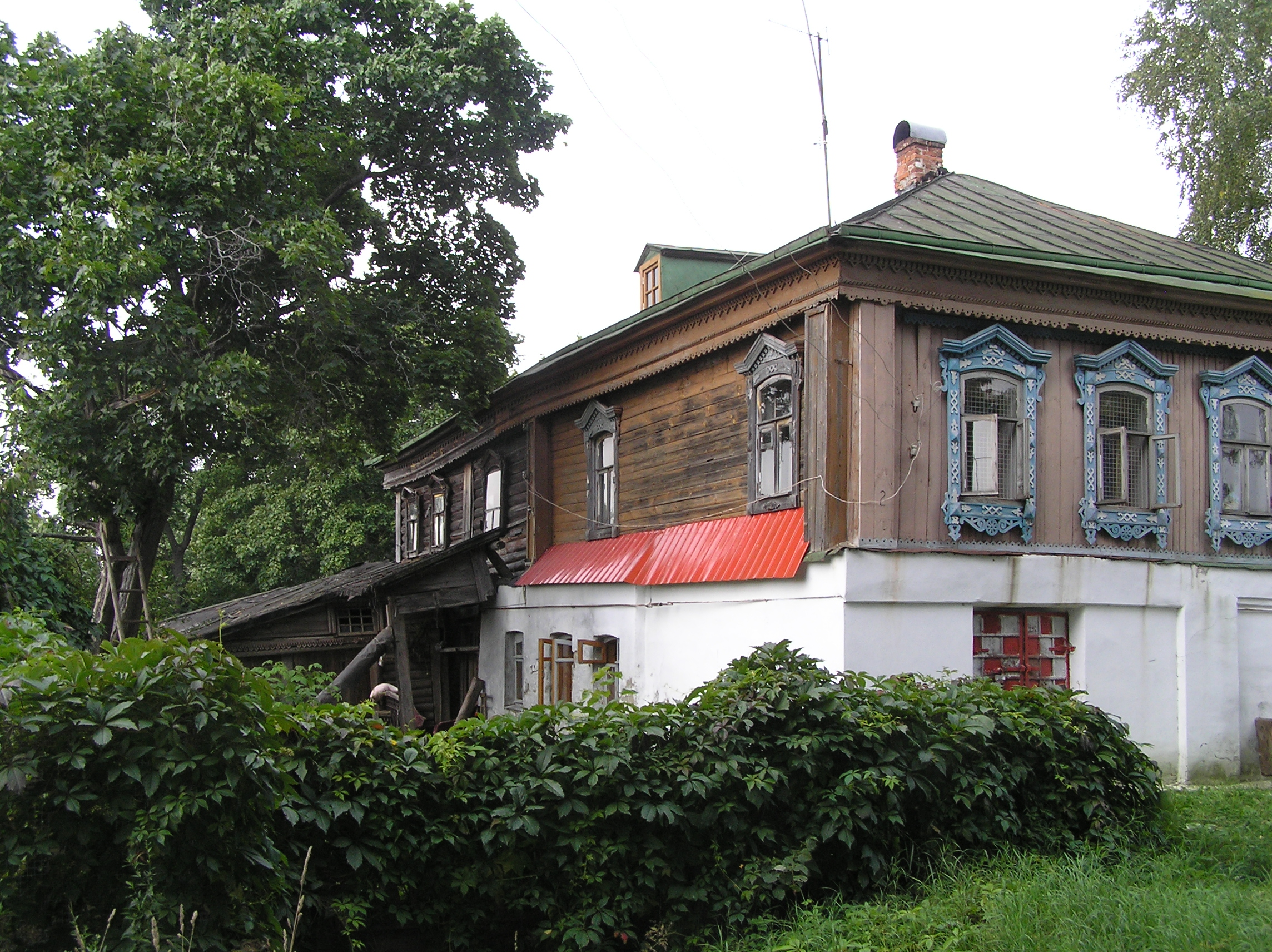
Дом В. А. Солоухина в селе Алепино

Владимир Солоухин много путешествовал, его произведения переведены на иностранные языки. Оставил большое поэтическое наследие, среди которого выделяется стихотворение «Три черёмуховых дня». Автор в последние годы жизни читал «Черёмуху» со сцены на всех литературно-художественных мероприятиях, куда его приглашали.
Солоухин был горячим сторонником восстановления Храма Христа Спасителя как символа возрождения русской духовности и культуры и «генератора духовной энергии».
Весной 1988 года в прямом эфире публицистической телепередачи «Позиция», куда были приглашены известные и влиятельные писатели, один из гостей — писатель Владимир Солоухин говорит об уничтожении Храма Христа Спасителя как о преступлении со стороны государства. 11 декабря 1988 г. на вечере в честь 70-летия писателя А. И. Солженицына Солоухин поднял вопрос о восстановлении Храма. Был создан фонд восстановления Храма Христа Спасителя — со своим уставом и счетом в Госбанке, на который к 1990 году поступило около 300 тысяч рублей. Солоухин был президентом или председателем правления этого Фонда.
В октябре 1990 года подписал «Римское обращение» (Писатели и общественные деятели патриотичного и либерального толка, живущие в СССР и на Западе, собрались в Риме на конференцию «Национальные вопросы в СССР: обновление или гражданская война?», среди которых были Иосиф Бродский, Чингиз Айтматов, Василь Быков, Михаил Шемякин, Виктор Астафьев, Дмитрий Лихачёв, Эрнст Неизвестный, Владимир Крупин и др. Конференция была организована Витторио Страда в Риме по инициативе Хельсинкского комитета Италии, Независимого университета «Вашингтон-Париж-Москва», итальянского журнала «Рабочий мир», журналов «Континент» и «Юность», газеты «Комсомольская правда»). В 1990-е годы Солоухин испытал сильное разочарование от перестройки, на которую сначала возлагал большие надежды. Был возмущён реформами (в частности, приватизацией), проводимыми правительством Ельцина — Гайдара — Чубайса, и категорически не принял новые демократические порядки:

Солоухин от перестройки многого ждал: свободы слова, освобождения от тех пут, которыми мы были связаны в советское время. Но потом он очень разочаровался, потому что не оказалось в перестроечное время настоящего национального деятеля, который обратил бы её на пользу страны <…> Солоухин был расстроен, что перестройка не улучшила общего положения дел в стране. Он был возмущён приватизацией, совершенно не принял новые демократические порядки <…> «В какой же пропасти мы все оказались сегодня, в какой выгребной яме сидим, что те десятилетия насилия и крови, искусственного голода кажутся теперь чуть ли не раем, вызывают ностальгические чувства?» — писал он.

Демократия — это ширма, за которой группа людей, называющих себя демократами, навязывает населению свой образ мышления, вкусы, пристрастия. Демократия как цель — абсурд. Это лишь средство для достижения каких-то целей. Ленин, большевики до 1917 года все демократами были. А взяли власть — такую демократию устроили, до сих пор расхлебать не можем.
Был ярым монархистом, носил на пальце перстень с изображением царя Николая II — этому факту посвящено стихотворение С. П. Щипачёва «О человеке, носящем перстень»; был также выведен в романе Всеволода Кочетова «Чего же ты хочешь?» (1969) под именем Савва Богородицкий. 
Также Солоухин был противником нивелирования различий между национальными культурами. В своём эссе «Что же понимать под сближением национальных культур?» он писал:

Как бы нам, встав на эту точку зрения, вместо интернационализма не скатиться к самому элементарному и вульгарному космополитизму? Уже сейчас (по картине художника-абстракциониста) нельзя сказать, какой национальности этот художник, — итальянец, француз, американец или даже японец. Что же это, интернациональная культура? Уже сейчас между ними — абстракционистом-французом и абстракционистом-японцем — национального различия меньше, чем, скажем, между Сарьяном и Пластовым. Так что же это, хорошо? Если это хорошо, давайте писать на эсперанто.
Нужно думать о воспитании в людях единого, интернационального мировоззрения, а не о стушёвывании национального колорита. В остальном же да здравствуют Галия Измайлова, танцующая по-узбекски, Гоар Гаспарян, поющая по-армянски, Расул Гамзатов, пишущий по-аварски! Да здравствуют таджикский орнамент, казахская опера, эстонская скульптура, чукотская резьба по моржовой кости! Да здравствует великий русский язык, но и да здравствует сладкопевная, ни с чем не сравнимая, украинская мова!
Солоухин умер 4 апреля 1997 года в Москве, отпевание прошло в Храме Христа Спасителя в Москве. Солоухин был первым, кто был отпет в храме после его открытия. Похоронен в родном селе Алепине, где в 2021 году открыт мемориальный музей писателя.
В Москве на доме (Красноармейская ул., 23), где в 1962—1997 годах жил Солоухин, установлена мемориальная доска.
14 июня 2024 года в селе Алепино прошли торжества в честь 100-летнего юбилея писателя. В событии приняли участие митрополит Владимирский и Суздальский Тихон (Емельянов), дочери писателя Елена и Ольга, заместитель министра культуры Владимирской области Олег Гуреев, глава администрации Собинского района Александр Разов.

### Семья
- Жена — Роза Лаврентьевна Солоухина (1926—2017)[23].
  - Дочь — Елена (1954), директор мемориального музея отца[24][25].
  - Дочь — Ольга (1956), живёт в Лондоне[23][26].

## Награды и премии
- Орден Трудового Красного Знамени (13 июня 1984 года).
- Орден Дружбы народов (25 мая 1994 года) — за большой личный вклад в развитие отечественной культуры и современной литературы[27].
- Орден «Знак Почёта» (28 октября 1967 года) — за заслуги в развитии советской литературы и активное участие в коммунистическом воспитании трудящихся[28].
- медали
- Государственная премия РСФСР имени М. Горького (1979) — за повести и рассказы последних лет «Прекрасная Адыгене», «Трость», «Мёд на хлебе», «Барометр», «Варшавские этюды».

## Произведения

### Собрания сочинений
- Собрание сочинений в 10 томах. — М.: Голос, 1995 (вышли тома 1—3).
- Собрание сочинений в 5 томах. — М.: Русский мир, 2011.
- Собрание сочинений в 4 томах. — М.: Художественная литература, 1983—1984., 100 000 экз.
- Избранные произведения в двух томах. — М.: Художественная литература, 1974., 75 000 экз.

### Поэзия
- Дождь в степи. — М.: Молодая гвардия, 1953.
- Разрыв-трава. — М.: Молодая гвардия, 1956.
- Ручьи на асфальте. — М.: Советский писатель, 1958.
- Журавлиха. — М.: Московский рабочий, 1959.
- Колодец. — М.: Правда, 1959.
- Как выпить солнце. — М.: Советский писатель, 1961. — 84 с. — 10 000 экз.
- Имеющий в руках цветы: Стихи и поэмы. — М.: Советский писатель, 1962. — 316 с. — 25 000 экз.
- Жить на земле. — М.: Советский писатель, 1965. — 68 с. — 50 000 экз.
- С лирических позиций. — М.: Советский писатель, 1965.
- Не прячьтесь от дождя. — М.: Правда, 1967.
- Избранная лирика. — М.: Молодая гвардия, 1970.
- Аргумент. — М.: Советский писатель, 1972.
- Лирика. — М.: Советская Россия, 1975.
- Венок сонетов. — М.: Молодая гвардия, 1975.
- Венок сонетов. — М.: Молодая гвардия, 1976.
- Седина. — М.: Советский писатель, 1977.
- Венок сонетов. — М.: Молодая гвардия, 1977.
- Венок сонетов. — М.: Молодая гвардия, 1978.
- Стихотворения (1982).
- Северные берёзы. — М.: Молодая гвардия, 1990.
- Стихотворения. — (Худож. А. М. Колчанов). — М.: Советская Россия, 1990. — 384 с. — 100 000 экз.

### Проза
- Рождение Зернограда. — М.: Правда, 1955.
- Золотое дно. — М.: Советский писатель, 1956.
- За синь-морями.— М.: Молодая гвардия, 1956.
- Владимирские просёлки. — М.: Гослитиздат, 1958.
- Владимирские просёлки. — М.: Молодая гвардия, 1958.
- Терновник (1959).
- Степная быль (1959).
- Капля росы.— М.:Гослитиздат, 1960.
- Капля росы.— М.:Молодая гвардия, 1960.
- Ветер странствий. — М.: Советский писатель, 1960.
- Открытки из Вьетнама. — М.: Молодая гвардия, 1961.
- Лирические повести. — Предислов. Л. Леонов. — (Худож. В. Саксон) — М.: Московский рабочий, 1961. — 552 с.; портр. — 100 000 экз. [Переиздание — 1962]
- Григоровы острова: Заметки о зимнем ужении рыбы (1963).
- Каравай заварного хлеба. — М.: Правда, 1963.
- Свидание в Вязниках. — М.: Молодая гвардия, 1964.
- Времена года.— М.: Советская Россия, 1964.
- Лирические повести. Рассказы. — М.: Художественная литература, 1964.
- Славянская тетрадь. — М.: Советская Россия, 1965.
- Работа.— М.: Советская Россия, 1966.
- Мать-мачеха. — М.: Советский писатель, 1966.
- Ножичек с костяной ручкой. — М.: Детская литература, 1966
- Родная красота. — М.: Советский художник, 1966.
- Письма из Русского музея. — М.: Советская Россия, 1967.
- Лирические повести. — Ярославль, 1967.
- Третья охота (1967).
- Чёрные доски: Записки начинающего коллекционера (1968).
- Зимний день. — М.: Советский писатель, 1969.
- Мать-мачеха. Рассказы. — М.: Московский рабочий, 1969.
- Ножичек с костяной ручкой. — М.: Детская литература, 1970.
- Закон набата.— М.: Современник, 1971.
- Капля росы. — Уфа, 1971.
- Мать-мачеха. Рассказы. — М.: Московский рабочий, 1971.
- Трава (1972).
- Славянская тетрадь. — [Худож. Д. С. Громан] — М.: Советская Россия, 1972. — 384 с.; 100 000 экз.
- Олепинские пруды. — М.: Современник, 1973.
- По грибы (1974).
- Посещение 3ванки (1975).
- Приговор (1975).
- Рыбий бог. — М.: Советская Россия, 1975.
- Последняя ступень: Исповедь вашего современника (1976, издано в 1995).
- Слово живое и мёртвое (1976).
- Прекрасная Адыгене. — М.: Советский писатель, 1976.
- Камешки на ладони. — (Худож. П. С. Сацкий) — М.: Советская Россия, 1977. — 176 с. — 75 000 экз.
- Мёд на хлебе. — М.: Молодая гвардия, 1978. — 368 с. — 100 000 экз.
- Ножичек с костяной ручкой. — Л.: Детская литература, 1978.
- Под одной крышей. — Ярославль, 1979.
- Время собирать камни. — М.: Современник, 1980.
- Мать-мачеха. — Кишинёв, 1980.
- Мёд на хлебе. — М.: Советская Россия, 1981. — 208 c.; портр. — 100 000 экз. (Гос. премия им. М. Горького). — (Библиотечная серия)
- Продолжение времени (1982)[29].
- Камешки на ладони. — М.: Молодая гвардия, 1982.
- Волшебная палочка. — М.: Московский рабочий, 1983.
- Капля росы. — Л.: Лениздат, 1983.
- Бедствие с голубями.— М.: Советский писатель, 1984.
- Ножичек с костяной ручкой. — М.: Детская литература, 1985.
- Каравай заварного хлеба. — М.: Правда, 1986.
- Прийти и поклониться. — М.: Правда, 1986.
- Ножичек с костяной ручкой. — Киев, 1986.
- Камешки на ладони. — М.: Современник, 1988.
- Продолжение времени. — М.: Художественная литература, 1988.
- Смех за левым плечом (1989).
- Луговая гвоздичка. — М.: Советская Россия, 1989.
- Читая Ленина — Франкфурт-на-Майне: Посев, 1989. — 49 с. ISBN 3-7912-2030-6
- Белая трава. — М.: Детская литература, 1990.
- Возвращение к началу. — М.: Современник, 1990.
- Время собирать камни. — М.: Правда, 1990. — 688 с., 500 000 экз.
- Письма из Русского музея. — М.: Молодая гвардия, 1990.
- Древо. — М.: Молодая гвардия, 1991.
- Наваждение. — М.: Огонёк, 1991.
- При свете дня. — М.: 1992. — 221 c. — Тираж не указан.; Издание осуществлено при участии фирмы «Belka Trading Corporation» (США).
- Солёное озеро (1992).
- Последняя ступень. — М.: АО «Деловой центр», 1995.
- Чаша (1998, опубликовано посмертно).

### Переводы
- Гамзатов Р. Сказания. — М.: 1975.
- Гафуров А. Абуталиб сказал. — М.: Современник, 1975.
- Дерево над водой. — М.: Советская Россия, 1979.
- Боцу П. День семьи. — Кишинёв, 1984.
- Шерали Л. Моленье о дожде. — Душанбе, 1989.

### Песни на стихи В. Солоухина
- «Благодарствуйте, сударыня» (Т. Ефимов) — исполняет ВИА «Ариэль»
- «Захотелось быть» (Т. Ефимов) — исполняет ВИА «Ариэль»
- «Мужчины» (Э. Колмановский) — исполняет Мария Пахоменко
- «Сыплет небо порошею» (С. Березин) — исполняет Эдита Пьеха
- «Лада» (В. Мулявин) — исполняет ВИА «Песняры»
- «Чета белеющих берёз» (Э. Колмановский) — исполняет Ренат Ибрагимов
- «Синие озёра» (А. Спаринский) — исполняет Эдуард Хиль
- «Волки» (В. Медяник) — исполняет Владислав Медяник
- «У моря» (по мотивам рассказа В. Солоухина «Девочка на урезе моря») — исполняет Светлана Копылова

### В кино
- 1976 — Праздник на Печоре (текст от автора)
- 2006 — Мочёные яблоки (по мотивам рассказа)
- 2008 — Тайна чёрной доски. Владимир Солоухин (архивные кадры)

## Отзывы
Литературовед, литературный критик, журналист, писатель и публицист Б. Г. Яковлев определял Солоухина как: 

талантливого литератора, но по своей славянофильской позиции склонного к крайностям суждений.